# De tempel (Lovecraft)
"De tempel" (originele titel The Temple) is een kort verhaal van de Amerikaanse schrijver H.P. Lovecraft, voor het eerst gepubliceerd in februari 1925. Het was Lovecrafts eerste verhaal dat gepubliceerd werd in het pulpblad Weird Tales.

## Plot
Het verhaal is geschreven als een manuscript, dat in een fles is gevonden op zee. Het manuscript werd geschreven door een zekere Karl Heinrich, Graaf von Altberg-Ehrenstein, een luitenant-commandant van een U-boot tijdens de Eerste Wereldoorlog.
Altberg begint zijn verhaal op het moment dat hij en zijn bemanning een Brits vrachtschip genaamd de H.M.S. Victory tot zinken brengen in de Atlantische Oceaan. Geen van de opvarenden overleeft de aanslag. Een van de Britten weet de duikboot te halen, maar sterft daar alsnog. Op zijn lijk vinden de Duitsers een ivoren beeldje van een hoofd. Daar het mogelijk erg oud en waardevol is, besluit een luitenant genaamd Klenze het te houden.
Het lijk wordt overboord gegooid, maar enkele matrozen menen de dode zeeman nadien weg te zien zwemmen. Dit is het begin van een reeks vreemde gebeurtenissen. Een onverklaarbare ontploffing in de machinekamer maakt de motoren van de boot nutteloos, waarna een zeestroming hen zuidwaarts drijft. De boot wordt overal gevolgd door een grote groep dolfijnen, die opmerkelijk goed tegen de grote diepte lijken te kunnen. Verschillende bemanningsleden krijgen last van nachtmerries of draaien zelfs door, maar Altberg houdt hen met strenge straffen, zoals zweepslagen, in het gareel. Op een dag nadert een Amerikaans schip de duikboot en de matrozen stellen Altberg voor om zich over te geven, maar Altberg is te koppig en te trots om hierop in te gaan. Wanneer vervolgens ook de ballasttanks het begeven zodat de duikboot niet meer naar de oppervlakte kan, breekt er een muiterij uit. Altberg schiet alle opstandige matrozen dood, waarna alleen hij en Klenze overblijven.
Klenze is de volgende die door begint te draaien. Op een avond is hij van mening dat iets of iemand hem roept, en dat diegene genadig voor hem zal zijn als hij nu gehoor geeft aan de oproep. Hij wil koste wat het kost de duikboot verlaten. Altberg kan hem niet op andere gedachten brengen en is gedwongen hem te laten gaan. Nu alleen brengt Altberg nog enkele dagen door in de duikboot, tot deze tot stilstand komt op de zeebodem te midden van een antieke stad, die volgens Altberg niets anders kan zijn dan het mythische Atlantis.
Met een duikpak aan en geholpen door het zoeklicht van de duikboot verkent Altberg de ruïnes, waaronder die van een in de rotsen uitgehakte tempel waarop een beeltenis staat gelijk aan die van het ivoren beeldje. Die nacht blijkt de tempel een vreemde gloed uit te stralen, en Altberg meent gezang te horen. Hij raakt ook onder invloed van hetgeen Klenze tot zijn daad dreef. Hij besluit zijn manuscript met de woorden dat hij niet langer weerstand kan bieden aan de drang de tempel binnen te gaan, wetende dat hij dit mogelijk niet zal overleven. Voor hij de duikboot voorgoed verlaat, zal hij dit document aan de zee toevertrouwen in de hoop dat iemand het vindt.

## Connecties
Net als Dagon speelt The Temple zich af op zee ten tijde van de Eerste Wereldoorlog, en is de protagonist een zeeman.
Het idee van een verzonken stad bewoond door niet-menselijke wezens komt in andere werken van Lovecraft ook terug, met name De Roep van Cthulhu.